# Pyreneus
Pyreneus (altgriechisch Πυρηνεύς Pyrēneús) war der griechischen und römischen Mythologie nach König von Thrakien.
In Ovids Metamorphosen lockt er die Musen in seinen Palast. Er bietet ihnen dort Schutz vor dem Sturm an. Als sich die Musen im Palast befinden und der Sturm nachlässt, wollen sie wieder gehen. Pyreneus aber verschließt die Tore und will den Musen Gewalt antun. Es gelingt ihnen aber fortzufliegen. Pyreneus denkt in seinem Wahn, er könne ebenso wie sie fliegen und springt von der Spitze des Burgturmes. Aber er fällt in die Tiefe und kommt zu Tode.